# Ганнес Каасік
Ганнес Каасік (ест. Hannes Kaasik; нар. 11 серпня 1978 року) — естонський футбольний арбітр. Арбітр ФІФА. Почав обслуговувати матчі Ліги чемпіонів та Ліги Європи УЄФА з сезону 2009-2010. Його першим міжнародним офіційним матчем став матч в рамках кваліфікації до Чемпіонату світу-2010 між командами Сан-Марино та Чехії (0:3) у серпні 2008 року.